# Roman Korab-Żebryk
Roman Korab-Żebryk, ps. „Korab”, „Korabiewicz”, „Robak” (ur. 7 stycznia?/20 stycznia 1916 w Homlu, zm. 4 lipca 2004 w Warszawie) – polski prawnik i historyk, oficer Armii Krajowej, dowódca 1 Wileńskiej Brygady AK, doktor nauk humanistycznych (1974).

## Życiorys
Maturę zdał w wieku 17 lat. W 1938 ukończył studia prawnicze na Uniwersytecie Stefana Batorego. Od września 1938 odbywał kursy Szkoły Podchorążych Rezerwy Piechoty przy 1 Dywizji Piechoty Legionów. Podczas kampanii wrześniowej był dowódcą plutonu strzeleckiego, dwukrotnie ranny. Udało mu się uniknąć niewoli radzieckiej i poprzez Lwów i Lidę powrócił do Wilna. Mieszkał z rodziną w domku w Ponarach i pracował w browarze. Na przełomie 1939 i 1940 zaczął działać w lokalnych strukturach Związku Walki Zbrojnej. 20 stycznia 1943 został awansowany na podporucznika. W czasie trwania na Wileńszczyźnie akcji „Burza” został skierowany do 1 Wileńskiej Brygady AK. W dniach 13–17 lipca 1944 pełnił funkcję ostatniego komendanta brygady. Po rozbrojeniu brygady został aresztowany przez NKWD wraz z grupą oficerów wileńskiej AK. Śledztwo przeszedł na Łukiszkach, a następnie był więziony w obozie w Riazaniu.
Do Polski powrócił w grudniu 1947 razem z płk. Aleksandrem Krzyżanowskim i grupą jego oficerów. Osiedlił się w Warszawie. Zaczął wówczas odnawiać kontakty z byłymi żołnierzami Okręgu Wileńskiego AK. Wielokrotnie wzywany był na przesłuchania. Nie zezwolono mu także na rozpoczęcie aplikacji adwokackiej. W 1950 zwolniono go ze stanowiska asystenta w Katedrze Prawa Filozofii Uniwersytetu Warszawskiego. Od połowy lat 50. gromadził materiały do historii wileńskiej AK. Wszedł do Zespołu Historycznego ppłk. dypl. Adama Szydłowskiego „Poleszuka” mającego opracować dzieje Okręgu Wileńskiego AK.
W 1974 obronił doktorat na podstawie rozprawy ukazującej genezę i przebieg operacji „Ostra Brama”. W 1988 dzięki stypendium Fundacji Lanckorońskich przeprowadził trzymiesięczne badania naukowe w Londynie.
Korab-Żebryk pochowany został na Powązkach Wojskowych (kwatera D18-L08-7).

## Odznaczenia
- Krzyż Srebrny Orderu Virtuti Militari[3]
- Krzyż Walecznych[3]

## Publikacje
- Operacja wileńska AK. Warszawa: Wydawnictwo Naukowe PWN, 1985. ISBN 83-01-04946-4. Brak numerów stron w książce[5]
- Biała Księga w obronie Armii Krajowej na Wileńszczyźnie. Lublin: Wydawnictwo Lubelskie, 1991. ISBN 83-222-0699-2. Brak numerów stron w książce[6]